# 中国湖海军航空武器站

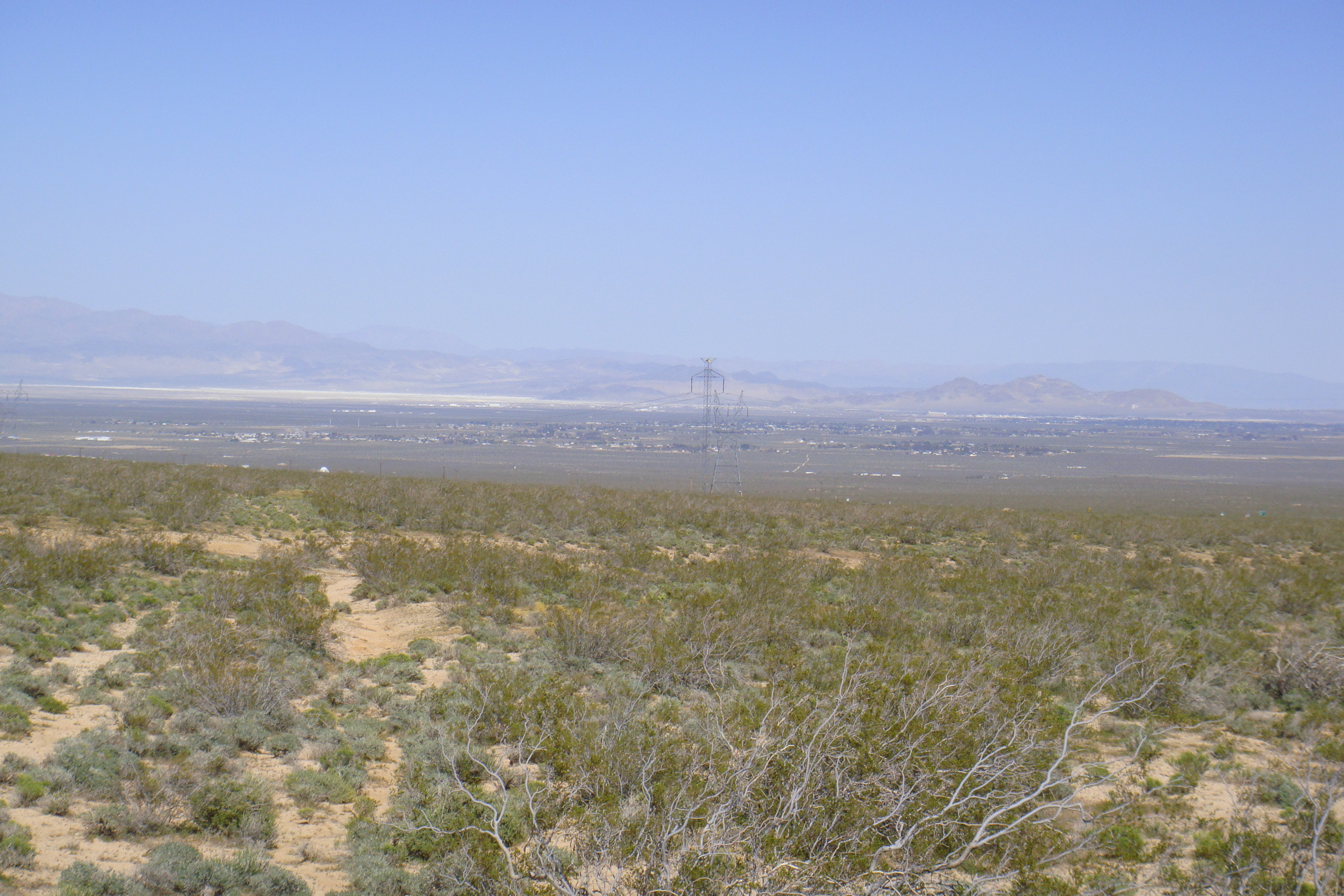
印第安維爾斯谷，顯示出里奇克萊斯特以及中國湖海軍航空武器中心地區

中國湖海軍航空武器中心 (英語：Naval Air Weapons Station China Lake) 簡稱NAWS China Lake，是位於美国加利福尼亚州的一处大型军事設施，承担着美国海军的科研、测试、评估项目。它屬於海軍設施司令部轄下的海軍西南軍區，其舊名是有名的海军軍備測試中心(简称NOTS)
該設施位於加州的莫哈維沙漠西面區域，距離洛杉磯北邊約150英里（240）遠。跨越三個縣：克恩縣、聖貝納迪諾縣、因約縣，最近的城市是里奇克萊斯特、和因約克恩、特羅納、達爾文等社區。
中國湖海軍航空武器中心是美國海軍單一佔地面積最大的基地，此相當於是85％的海軍武器彈藥的研發、獲得、測試、和評估(RDAT&E)的使用面積，以及整個海軍的38％的全球佔地面積。整體來說，它的二個試射場再加上主基地涵蓋了超過1,100,000英畝（4,500平方）的面積，比整個羅德島州還大。到2010年止，這片土地至少95％以上都未開發，其中包含有2,132棟建物和設備、329英里（529）鋪好的路、以及1,801英里（2,898）未鋪的路等等，粗估約30億個的基礎建設。
中國湖海軍航空武器中心的19,600平方英里（51,000平方）禁制管制空域，佔整個加州的12％的空域。再加上同樣也是由中國湖海軍航空武器中心所控制愛德華空軍基地和歐文堡國家訓練中心的空域，組成的空域即是有名的R-2508 COMPLEX空域。
發生在2019年7月5日的7.1級里奇克萊斯特地震的震央就在中國湖海軍航空武器中心的邊界上，造成某些設備因損壞而暫時被評定為「無執行任務能力」。

## 阿米塔格機場
所有中國湖海軍航空武器中心的飛機都在阿米塔格機場起降，它有三條跑道，其滑行道的長度都超過26,000英尺（7,900）。美國軍隊每年有超過2,000次的有人或無人軍事出擊從這裏出發。
中国湖北军区的所有飞机作业都在阿米蒂奇机场进行，该机场有三条跑道，滑行道超过26,000英尺（7,900米）。美国武装部队每年在阿米蒂奇机场进行超过20,000次有机组人员和无机组人员的军事飞行。
外國軍事人員也會使用這個機場和試射場，每年進行超過1,000次測試和評估行動。

## 承攬的兵團
中國湖海軍航空武器中心的勞動人口由620現役軍事人員、4,166平民雇員、以及1,734個承包商所組成，他們橫跨多個承攬的兵團：
- 海軍空中戰鬥中心武器分部
- 第九空中測試與評估中隊
- 第三十一空中測試與評估中隊
- 美國海軍陸戰隊航空兵分隊
- 爆炸品處理第3機動分隊
- 爆炸品處理測試與評估第1單位
- 美國海军设施工程系統司令部西南分隊
- 美國海軍工程訓練中心懷尼米港（海蜂隊）

## 歷史
“中国湖”是一座已经干涸的湖泊。其名称源自一群华裔地质勘探员，大約是在Paxton Ranch南方1.5英里（2.4）的湖床，寻找硼砂。在当地也被称作“中国的硼砂小工程”

### 海军軍備測試中心（NOTS）
在二戰之中，加州理工學院需要一些設施進行火箭的測試和評估。同時，美國海軍也需要一個新的航空軍械試驗場。加州理工學院的Charles C. Lauritsen與當時仍是海軍指揮官的Sherman E. Burroughs共同合作尋找一塊能滿足雙方需求的地點。
在1930年代初期，公共事業振興署在加洲的莫哈維沙漠，一個名叫因約克恩的小鎮旁邊，就已建造了一個可以緊急降落的跑道。這條跑道於1935年開始啟用，在1942年由美國空軍取得，再於1943年11月移轉給美國海軍，將中國湖地區建造為海军軍備測試中心（NOTS）。
美國海軍部長在一封信件中，定義了海军軍備測試中心的任務：「...其主要功能為武器的研究、發展、測試的一個中心，其額外的功是給這類武器的使用提供主要的訓練。」在這個中心正式啟用後的一個月內即開始進行武器的測試。地表廣闊以及人口稀少的沙漠，還有幾乎是完美的飛行天氣、特別是完全不受限的能見度，顯示出這是一個完美的地點，不但能做為測試和評估行動，而且還可以建立一個完整的研究發展的環境。
在1944年，海军軍備測試中心著手發展和測試3.5英寸前射火箭彈（FFAR）、5英寸前射火箭彈（FFAR）、5英寸高速航空火箭弹（HVAR）、11.75英寸重型火箭彈（小蒂姆）。
以曼哈頓計劃的經費在海军軍備測試中心建造一個具有三條跑道的新機場，其長度為10,000英尺（3,000）、7,700英尺（2,300）、以及9,000英尺（2,700），每一條跑道的寬度都是200英尺（61），以容納B-29超級堡壘轟炸機。燃料的儲存容量為：汽油200,000美制加侖（760,000公升）、潤滑油20,000美制加侖（76,000公升），該機場於1945年6月1日啟用，並以海軍中尉約翰·阿米塔格的名字命名為阿米塔格機場，以紀念在1944年8月他在NOTS測試小蒂姆火箭時遇難。
加州理工學院針對曼哈頓計劃，在海军軍備測試中心完成了從B-29丟下炸彈的外型測試，此即是駱駝計劃中的一部份。
在1950年，海军軍備測試中心的科學家和工程師們發展出可以空中攔截的AIM-9響尾蛇飛彈，後來它成為世界上使用最多、模仿最多的空對空飛彈。其他在海军軍備測試中心發展或測試的火箭和飛彈，有：2.75吋折疊尾翼式航空火箭彈（Mighty Mouse）、祖尼火箭、AGM-45百舌鳥飛彈、AGM-88飛彈、AGM-154 聯合防區外遠距遙控精準彈藥(JSOW)、及聯合直接攻擊彈藥(JDAM)。於1963年6月，約翰·甘迺迪總統親臨海军軍備測試中心觀賞空中表演並參觀Michelson實驗室。

### 海軍武器中心

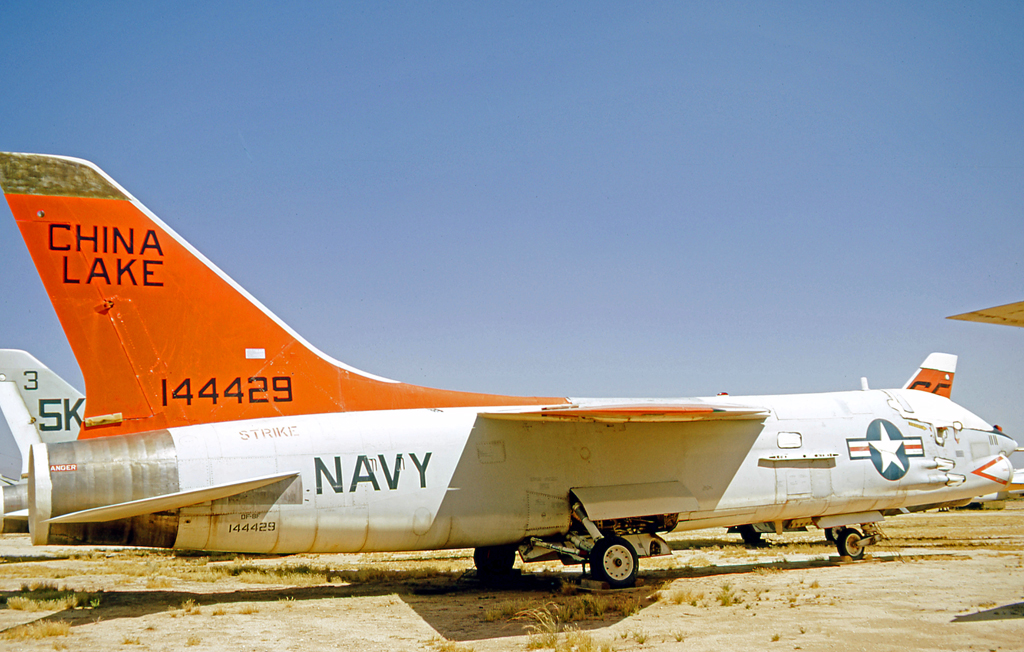
駐紮在美國海軍中國湖基地的沃特公司DF-8F "十字軍 "無人機指揮機

在1976年6月，在中國湖的海军軍備測試中心與加州科洛納的海軍軍械實驗室合併為海軍武器中心。1971年，科洛納的設施關閉，將其功能移轉到沙漠。在1979年7月，原本在海軍航空設施埃爾森特羅基地內的國家降落傘測試場移轉到中國湖。

### 海軍航空武器中心
在1992年1月，海軍武器中心和太平洋飛彈測試中心穆古點分部被解散，並與位於阿布奎基的科特蘭空軍基地和位於新墨西哥州白沙的白沙飛彈靶場的海軍單位聯合起來，成為一個單一的司令部——海軍空戰中心武器分部(NAWCWD)，由海軍航空系統司令部(NAVAIR)管轄。同時，位於中國湖的實體工廠被任命為海軍航空武器中心，為成NAVAIR的武器分部的所在地，執行基地的維護功能。
在1982年，中國湖附近的社區，包括大多數基地的住宅，被里奇克萊斯特市合併。在2013年，美國國會將中國湖的大片土地再保留25年做為軍事使用。
在2014年，加州的眾議員凱文·麥卡錫提出一項議案，指定中國湖海軍航空武器中心的資產為永久軍事使用，主張這可以節省納稅人的錢並且增強基地的任務。
該議案將會增加25,000英畝（10,000公頃），其中大約7,500英畝（3,000公頃）是聖貝納迪諾縣的轟炸試驗場、以及19,000英畝（7,700公頃）是沿著海軍航空武器中心的西南邊界。內政部土地管理局說：國防部的土地需求在未來幾十年可能會發生變化，它是一個受歡迎的休閑區，有野外騎乘、露營和狩獵的地方，也是一個重要的野生動物生態走廊，特別是對受到威脅的沙漠陸龜來說。
在2019年7月，二個大型的地震襲擊南加州，二個震央都在海軍航空武器中心的邊界上。第一個地震是在7月4日規模6.4級，沒有對武器中心造成人員傷亡，且最初的報告中顯示所有的建築物都完好無損。第二個地震是在7月5日規模7.1級，造成武器中心的設施被評定為「無執行任務能力」。報告中顯示：官員們估算所有建築物、公共設施、工廠設備——總數3,598個結構——在地震13天之後發現有損毀的，總計52億美元。僅僅更換建築物就需要22億美元，但官員們還必須更換或維修專用設備、家具、機床、電信資產和其他設施。

## 曾在此開發的武器
- AAM-N-5 Meteor
- AIM-9響尾蛇飛彈
- AGM-45百舌鳥飛彈
- AGM-62
- BOAR (rocket)
- 中國湖泵動式榴彈發射器
- 六硝基六氮雜異伍茲烷
- Gimlet (rocket)
- High Velocity Aircraft Rocket
- Hopi (missile)
- LTV-N-4
- Ram (rocket)
- RUR-4 Weapon Alpha
- AGM-84H/K SLAM-ER
- Terasca
- 11.75英寸重型火箭彈（小蒂姆）
- 戰斧巡弋飛彈

### 其他著名的專案
- 螢光棒
- NOTS-EV-1 Pilot

## 環境

### 野生生物
中國湖海軍航空武器中心的大部分土地是未開發的，為340多種野生動物提供了棲息地，包括野馬、野驢（驢子）、大角羊和瀕危動物，如沙漠陸龜、莫哈韋地松鼠和莫哈維鰷魚。莫哈維鰷魚（Mojave tui chub）是在1971年被引入中國湖的雲雀泉的。雲雀泉（Lark Seep）是由中國湖的一個廢水處理廠流出的水所提供的。此後，莫哈維鰷魚的數量不斷增加，並在2003年擴大到約6000隻。 該設施所處的沙漠是650種植物的家園。

### 岩石雕刻

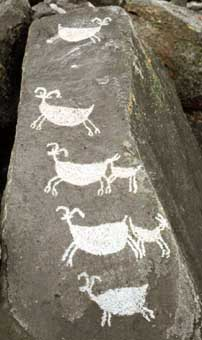
科索人所繪的大角羊岩石作品

該地區曾經是美洲原住民科索人的家園，成千上萬的考古遺址標誌著他們的存在；科索人與其他部落進行貿易，遠至加州的聖路易斯奧比斯波縣。這個地方也是歐洲礦工和定居者使用的地方，他們的小木屋和採礦結構尚存於整個中心。
科索山脈峽谷是科索岩石藝術區的所在地，該地區面積約為99平方英里（260平方），其中有5萬多幅有記載的岩刻，是北半球岩石藝術最集中的地方。
岩刻的確切年代尚不清楚。從該地區的考古遺址和岩石上描繪的一些人工制品形式可以推斷出廣泛的日期。考古學家對它們的年齡並不認同，但一般認為大多數岩刻的年齡在一千到三千年之間。圖案的範圍從動物到抽象到擬人化的人物。對於岩刻是否是出於儀式的目的、是否在講述故事以傳承他們創造者的神話、或者是否是狩獵祈望或勝利的記錄、部族的象徵或地圖，人們的看法大相逕庭。
小岩刻峽谷的岩石藝術在1964年被宣告為國家歷史名勝，讓人們對沙漠過去的文化遺產和知識有更深入的了解。峽谷地區的一切事物都受到保護，包括黑曜石碎片或任何人工製品或工具、岩刻、和本地植被或野生動物。
小岩刻峽谷包含20,000幅有記錄的圖像。它向公眾開放，供人們參觀。

### 單軌列車
艾普森鹽場單軌列車的遺蹟在遺址內有路牌，可以看得到。採礦拖拉機將礦物從礦場拉到最近的鐵路岔線，其所使用的中央軌道是由低棧橋的木質A架所支撐。

### 科索地熱場
科索地熱場位於中國湖海軍航空武器中心的範圍內。位於那裏的地熱發電廠於1987年開始發電，是海軍首次嘗試利用地球的熱能生產潔淨電力。該廠的標示牌容量為270兆瓦，該廠的年總發電量為1,175百萬千瓦小時（gigawatt-hours）。

## 參照
- Nevada Test and Training Range
- Space Test and Training Range
- Utah Test and Training Range
- Big and Little Petroglyph Canyons
- List of airports in Kern County, California
- List of United States Navy airfields